# 1412

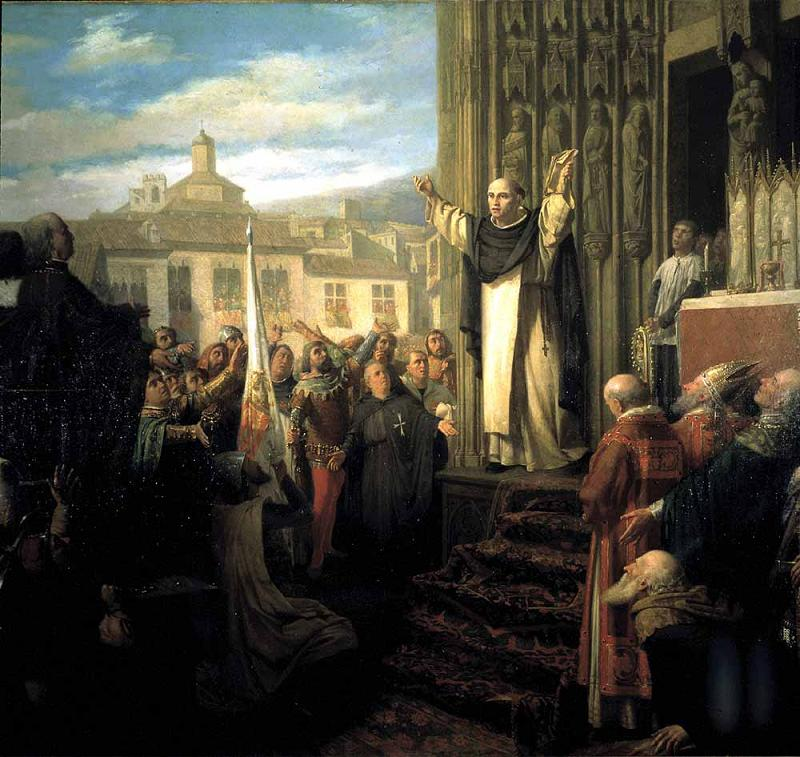
De verkiezing van Ferdinand van Antequera tot koning van Aragon wordt bekendgemaakt

Het jaar 1412 is het 12e jaar in de 15e eeuw volgens de christelijke jaartelling.

## Gebeurtenissen
februari
- 15 - Inzake de vacante troon van Aragon worden er op voorstel van Tegenpaus Benedictus XIII negen onderhandelaars, in het Spaans compromisarios genoemd, aangewezen.

mei
- 8 - Huwelijk tussen Filips I van Nassau-Weilburg en Isabella van Lotharingen.

juni
- 28 - Compromis van Caspe: Ferdinand van Antequera wordt uitgeroepen tot koning van Aragon, waarmee een eind komt aan het interregnum na de dood van Martinus I.

juli
- 12 - De vrede tussen Gelre en Holland beëindigt de Arkelse Oorlogen. Het Land van Arkel houdt op te bestaan.

augustus
- 22 - Verdrag van Auxerre: De Armagnacs en Bourguignons spreken af, af te zien van hun buitenlandse bondgenoten.

zonder datum
- Het Verdrag van Lubowla wordt gesloten tussen Wladislaus II Jagiello van Polen en Sigismund van Hongarije.
- Jan van Angoulême komt als gijzelaar in handen van de Engelsen.
- kloosterstichting: Sint Ursulaklooster (Utrecht)

## Opvolging
- Aragon, Sicilië en Sardinië - Ferdinand I als opvolger van Manuel I na een interregnum
- Denemarken, Noorwegen en Zweden - Margaretha I opgevolgd door Erik VII
- Georgië - Constantijn I opgevolgd door Alexander I (jaartal bij benadering)
- Japan - Go-Komatsu opgevolgd door zijn zoon Shoko
- Luxemburg - door Wenceslaus verpand aan Anton van Bourgondië
- Mamelukken (Egypte) - Farag Ben Barqooq opgevolgd door Muyaid Sheikh
- Mecklenburg-Schwerin - Albrecht III opgevolgd door zijn zoon Albrecht V
- Milaan - Gian Maria Visconti opgevolgd door zijn broer Filippo Maria Visconti
- Nassau-Beilstein - Hendrik II opgevolgd door zijn zoon Johan I
- Oels - Koenraad III de Oude opgevolgd door zijn zoons Koenraad IV de Oudere en Koenraad V Kantner

## Bouwkunst

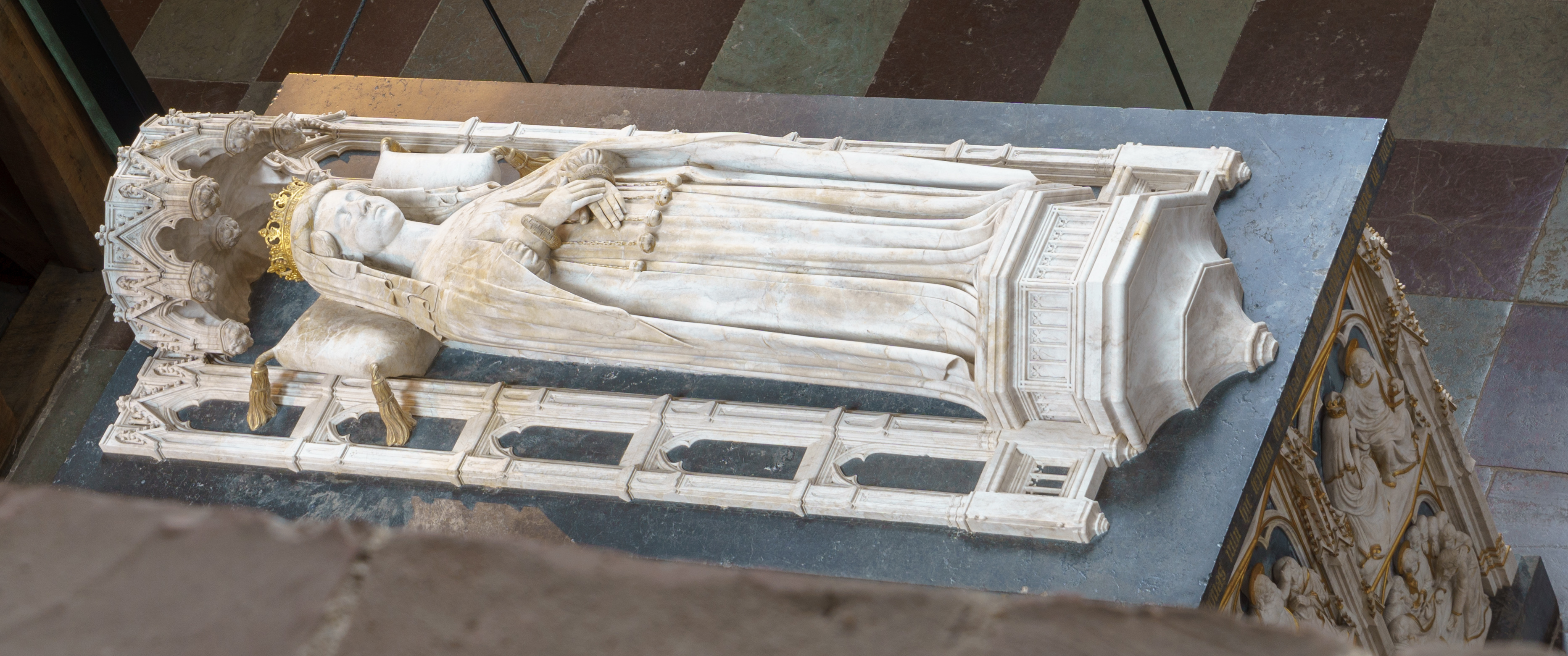
Grafkist van Margaretha van Denemarken
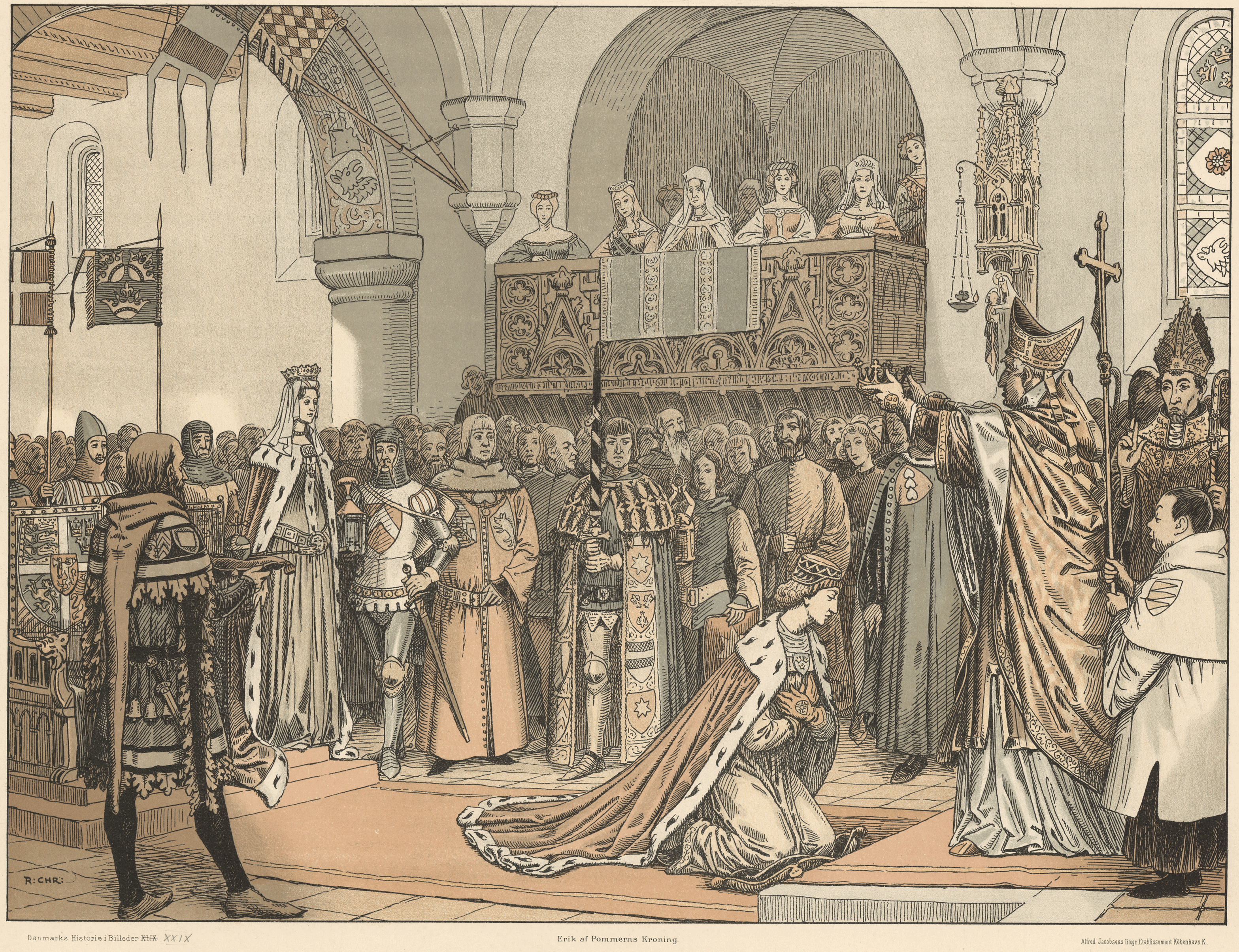
kroning van Erik van Pommeren
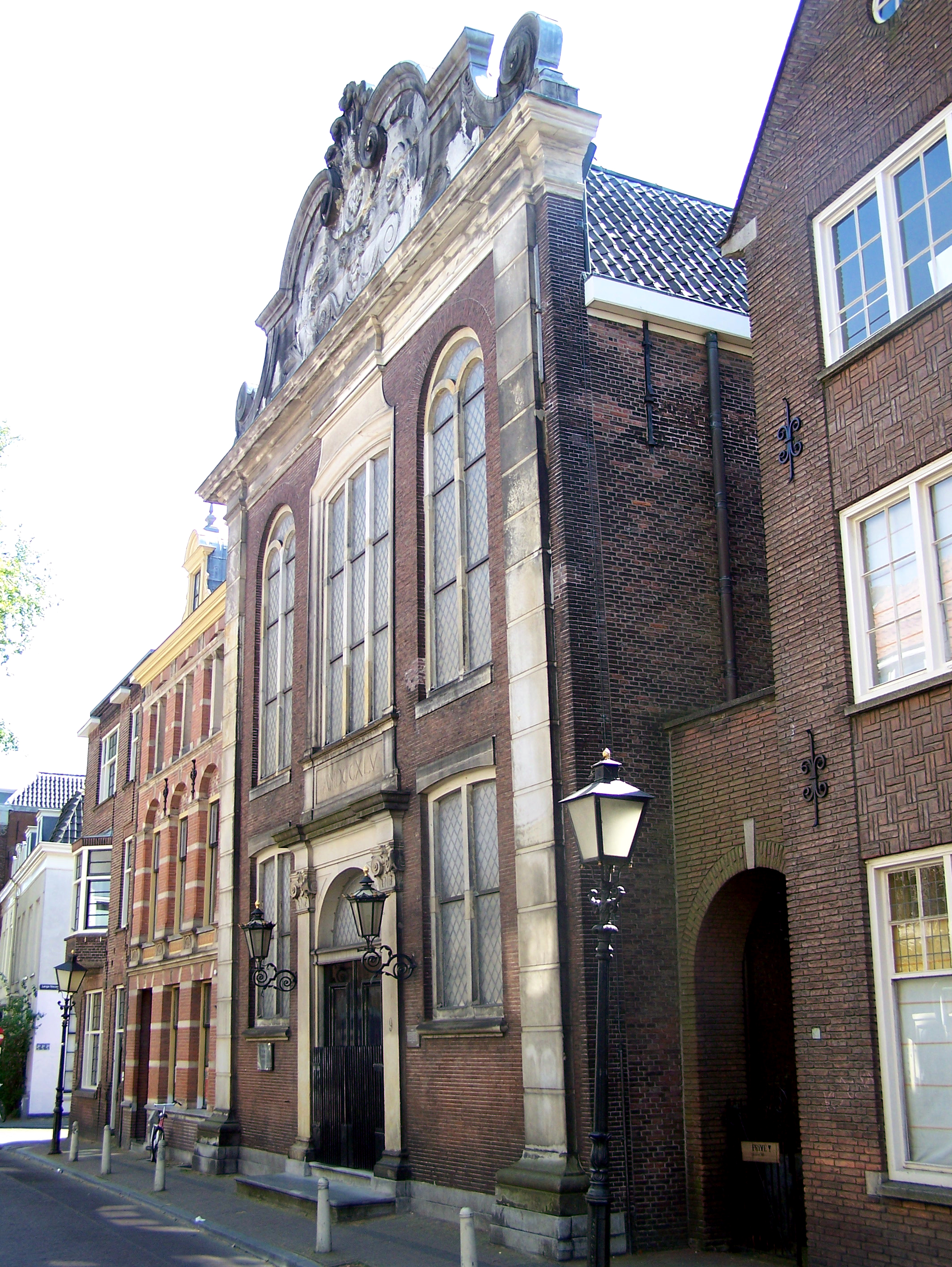
Sint Ursulaklooster Utrecht, thans Lutherse kerk

## Geboren
- 26 januari - Willem IV van Egmont, Nederlands edelman
- 5 juni - Lodewijk III Gonzaga, markgraaf van Mantua (1444-1478)
- 22 augustus - Frederik II, keurvorst van Saksen (1428-1464)
- 31 oktober - Lodewijk I van Württemberg-Urach, Duits edelman
- Abū al-Hasan ibn Alī al-Qalasādī, Arabisch wiskundige
- Jaume Huguet, Aragonees schilder
- Jeanne d'Arc, Frans oorlogsheld (jaartal bij benadering)

## Overleden
- 1 april - Albrecht van Mecklenburg (~73), koning van Zweden (1364-1389)
- 1 april - Catharina van Vendôme (~61), Frans edelvrouw
- 16 mei - Gian Maria Visconti (23), hertog van Milaan (1402-1412)
- juni/juli - Johannes Ciconia (~41), Zuid-Nederlands componist
- 6 augustus - Margaretha van Durazzo (65), echtgenote van Karel III van Napels
- 28 oktober - Margaretha I (~59), koningin van Denemarken, Noorwegen en Zweden
- 28 december - Koenraad III de Oude (~53), Silezisch edelman
- Facino Cane de Casale (~52), Italiaans edelman en soldaat
- Hendrik II van Nassau-Beilstein, Duits edelman
- Jan van Oudenaerde, Vlaams metselaar
- Constantijn I, koning van Georgië (jaartal bij benadering)